# Bitter Moon
Bitter Moon és una pel·lícula dirigida per Roman Polanski i estrenada l'any 1992.

## Argument
Nigel i Fiona fan un creuer per celebrar el seu setè aniversari de casament. A bord coneixen a la bella i atractiva Mimi i al seu marit Oscar, que és invàlid i va en una cadira de rodes. Nigel comença a sentir-se atret per Mimi, i Oscar, que se n'adona, li proposa que intenti seduir-la, però abans li explica com eren les experiències sexuals amb la seva dona abans de patir l'accident que el va deixar paralític.

## Repartiment
- Hugh Grant: Nigel Dobson
- Kristin Scott Thomas: Fiona Dobson
- Emmanuelle Seigner: Micheline "Mimi" Bouvier
- Peter Coyote: Oscar Benton
- Luca Vellani: Dado
- Victor Banerjee: M. Singh
- Sophie Patel: Amrita Singh
- Stockard Channing: Beverly (no surt als crèdits)
- Patrick Albenque: El majordom
- Claude Bonnet: L'alcalde
- Jean-Yves Chalangeas: El cambrer (no surt als crèdits)